# 比基尼籃球協會
比基尼籃球協會（英語：Bikini Basketball Association，簡稱）是美國女子籃球運動聯盟，由Cedric Mitchell和AJ McArthur於2012年所創立，並獲得了廣大的迴響。與名稱相反的是，球員會在比賽期間穿著運動胸罩和平口短褲，而非比基尼。
2012年9月，聯盟最初宣布了七支聯賽的球隊，從2012年11月3日成立，並於2013年開始。聯盟在2014年也有舉辦比賽，後來就沒有再舉辦比賽。

## 外部連結
- Bikini Basketball Association official website （页面存档备份，存于）
- Bikini Basketball Association的Facebook專頁
- 比基尼籃球協會的X（前Twitter）